# Научная станция Российской академии наук в Бишкеке
Учреждение Российской академии наук Научная станция РАН в г. Бишкеке (НС РАН) была образована в 1978 году как научная станция Института высоких температур АН СССР в городе Фрунзе. Имеет статус научно-исследовательского института в составе Отделения наук о Земле РАН

## Научные направления
Основными направлениями научной деятельности станции являются:
- Исследование глубинного строения земной коры и верхней мантии Тянь-Шаня и сопредельных территорий на базе комплекса геофизических методов, в том числе: сейсмологических, геомагнитных, электроразведочных, гравиметрических и других методов.
- Изучение современных геодинамических процессов как основы прогноза землетрясений посредством:
  - Изучения деформаций земной коры на территории региона методом космической геодезии (GPS) на базе спутниковой системы NAVSTAR.
  - Электромагнитного мониторинга земной коры территории Бишкекского прогностического полигона методом зондирования становлением поля (ЗС) на базе мощных источников тока с целью изучения протекания деформационных процессов на глубинах до 20 км.
  - Изучения особенностей вариаций геомагнитного поля Земли в сейсмоактивных областях.
  - Исследование трёхмерной геоэлектрической структуры Тянь-Шаня магнитотеллурическими методами.
- Проведение детальных сейсмологических исследований на базе цифровой телеметрической сейсмологической сети (KNET) на территории Бишкекского прогностического полигона.
- Изучение деформирования горных пород под нагрузкой при дополнительных энергетических воздействиях.

## Структура
В состав института входят 5 лабораторий:
- Лаборатория комплексных геофизических исследований
- Лаборатория космической геодезии (GPS)
- Лаборатория глубинных магнитотеллурических исследований
- Лаборатория моделирования энергонасыщеных сред
- Лаборатория перспективных аппаратурных разработок